# 天安門広場自動車突入事件
天安門広場自動車突入事件（てんあんもんひろば じどうしゃとつにゅうじけん）とは、2013年10月28日に中華人民共和国の天安門前の歩道に自動車が突入し、炎上した事件。5人が死亡、38人が重軽傷を負った。

## 概要

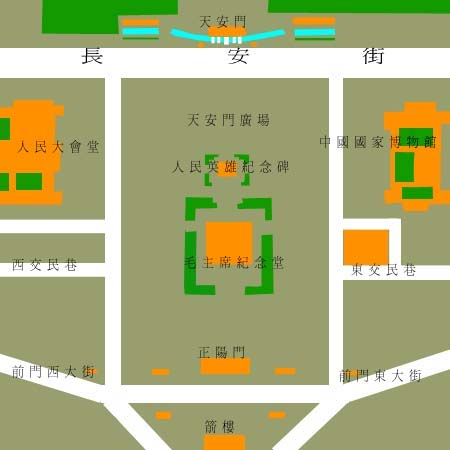
付近の地図。上部が天安門

2013年10月28日正午12時5分頃（北京時間）、北京の天安門広場前の長安街の歩道にジープが東から進入した。ロイター通信は目撃者の話として、車両は白地に黒文字の看板を牽引していたという。警察の女性警備員数人が迎撃できずに倒れて意識を失い、その後SUVは数十人の歩行者をはね、最終的には天安門演壇前の金水橋のガードレールに衝突し、爆発炎上した。。この事件により自動車の運転手を含む計5人が死亡した。北京警察のブログによると死亡した3人は自動車に乗っていたものであり、2人は観光客。他に日本人1人を含む38人が負傷した。自動車が突入した天安門は毛沢東の肖像画が掲げられている等の中国政府の象徴の場所であり、常に厳重な警備が敷かれている場所であった。
公安当局はこの事件を新疆ウイグル自治区の少数民族によるものとの見方を強めている。29日にネット上に流出した公安局治安管理総隊の内部通知によると、容疑者と思われるものの名前は少数民族に多い名前であり、容疑車両とされている自動車は新疆ナンバーであった。
車中からガソリン容器、鉄の棒、スローガンが見つかり、30日に公安当局は事件を国際テロ組織である東トルキスタンイスラム運動が指示したテロ事件と断定、関連する容疑者5人を拘束した。
被告8人が起訴され、2014年6月13日に新疆ウイグル自治区ウルムチ市の中級人民法院で初公判が行なわれ、16日に被告3人に死刑、被告1人に無期懲役、被告4人に懲役の実刑判決が下された。同年8月23日、3人の死刑が執行されたことが報道された。
6月24日、中国政府は犯行車両が観光客らを次々とはねる衝撃的なシーンを含む映像を公開した。